# Афродита Пандемос

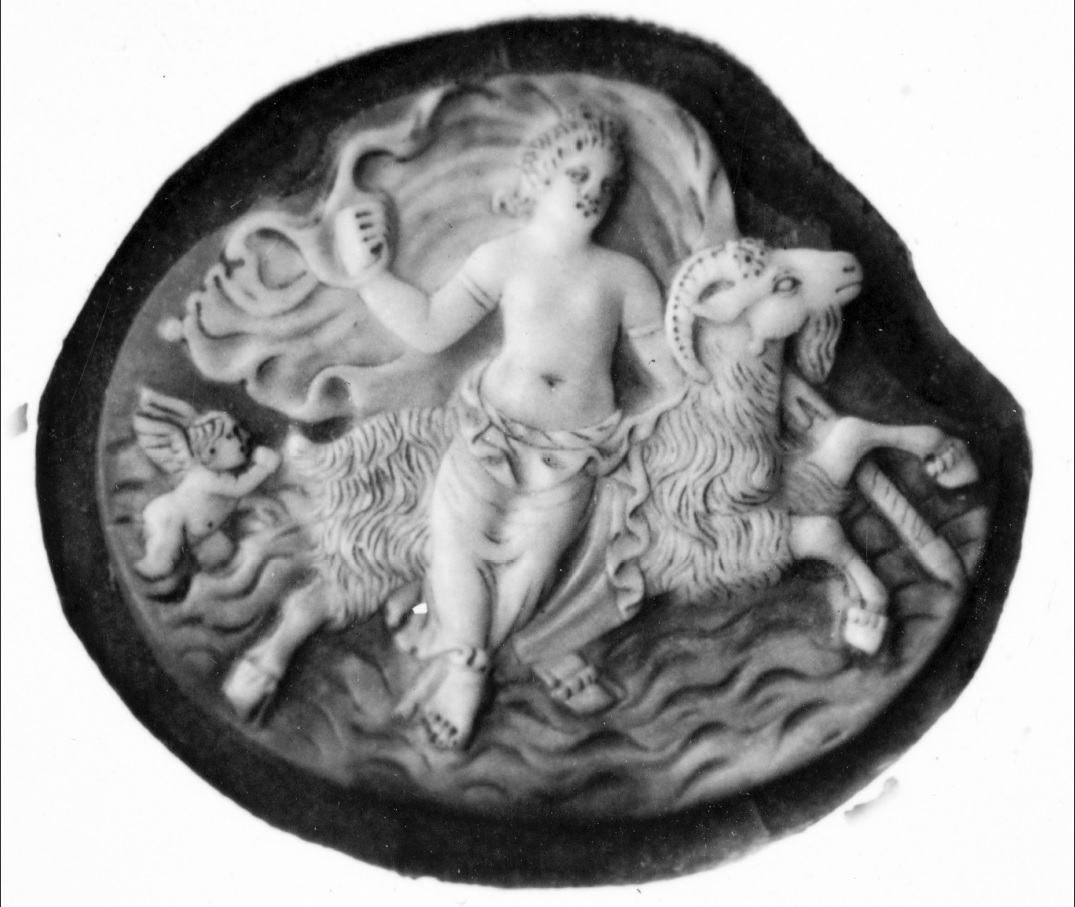
Римская камея, I—II века до нашей эры, Национальный археологический музей Неаполя.

Афродита Пандемос (др.-греч. Πάνδημος, Pándimos; «общая для всех людей») — эпитет древнегреческой богини Афродиты, который можно интерпретировать по-разному. Платон и Павсаний описывают Афродиту Пандемос (Venus vulgivaga или popularis) как богиню чувственных удовольствий, в отличие от Афродиты Урании или «небесной Афродиты». В Элиде она была представлена Скопасом катающейся на баране .
Другая интерпретация — это Афродита, объединяющая всех жителей страны в одно общественное или политическое тело. В этом отношении ей поклонялись в Афинах вместе с Пейто (убеждение), и, как говорили, её культ был основан Тесеем в то время, когда он объединил разбросанные городки в одно большое сообщество граждан. Согласно некоторым авторам, именно Солон воздвиг храм святилища Афродиты Пандемос, либо потому, что её изображение стояло на агоре, либо потому, что гетеры должны были оплатить расходы по его возведению. Поклонение Афродите Пандемос также происходило в Мегалополисе в Аркадии и в Фивах. Праздник в её честь упоминается Афинеем. Жертвы, приносимые ей, состояли из белых козлов. Пандемос встречается также как второе имя Эрота. По словам Гарпократа, который цитирует Аполлодора, Афродита Пандемос имеет очень древнее происхождение, «титул Пандемос был дан богине, основанной в окрестностях Старой Агоры, потому что весь демос (люди) собирался там в древности в своих собраниях, которые они называли агорай». Чтобы почтить роль Афродиты и Пейто в объединении Аттики, ежегодно в четвёртый день месяца Гекатомбеона проводился фестиваль Афродизии (четвёртый день каждого месяца был священным днем Афродиты). Синойкия, которая почиталась в Афинах, покровительница Тесея и главная покровительница Афин, также имела место в месяце гекатомбеоне.
Кристин Даунинг комментирует, что «описание Павсанием любви, связанной с Афродитой Пандемос, как посвящённой только чувственному удовольствию и, следовательно, направленной равнодушно к женщинам и мальчикам, и то, что связано с Афродитой Уранией как „полностью мужской“ и посвящённой воспитанию возлюбленной души — это на самом деле новшество — ведь Афродита Урания покровительствовала в Коринфе проституткам, а Афродита Пандемос была богиней, которой поклонялась вся община».
Богиня, едущая на козе, была также известна как Афродита Эпитрагия, «от козы». По словам Плутарха, этот эпитет она приобрела в эпизоде из жизни Тесея, когда по совету Аполлона герой пожертвовал козу Афродите, прежде чем отправиться на Крит в надежде, что она поведёт его в его путешествии. Когда Тесей принёс в жертву обычную козу, животное внезапно превратилось в козла мужского пола.